# 황연대
황연대(黃年代, 1938년 12월 12일~)는 대한민국의 의사 겸 공직자, 행정가이다. 대한민국 최초의 장애인 출신 의사이기도 하다.

## 생애
서울에서 기자로 활동하던 아버지의 딸로 태어났지만 3세 시절이던 1941년에 소아마비로 인해 한쪽 다리를 쓰지 못하게 되었다. 프랭클린 D. 루스벨트와 헬렌 켈러에서 영감을 받은 부모의 도움으로 초등학교와 중학교 교육을 받았고 1957년에는 진명여자고등학교를 졸업했다. 1963년에는 이화여자대학교 의과대학에서 학사 학위 취득했으며 1963년부터 1964년까지 이화여자대학교 부속 병원 인턴으로 근무했다. 1965년부터 1966년까지 연세대학교 세브란스병원 소아재활원 당직의사로 근무했다.
1966년에는 대한민국 정부의 지원을 통해 설립된 사단법인 한국소아마비아동특수보육협회의 상임이사로 취임했고 소아마비 장애인의 치료, 재활, 교육, 고용 활동을 전개했다. 1974년에는 미국 뉴욕 대학교 재활의확과 연수 과정을 이수했다. 1975년에는 소아마비 장애인을 위한 재활 시설인 정립회관(正立會館)을 건립하여 관장으로 취임하면서부터 장애인의 권익 향상 활동에 참여했다. 1987년부터 1990년까지 한국여의사회 홍보부장 겸 잡지 《여의사회보》 편집인을 맡았다.
1988년 서울 하계 패럴림픽 조직위원회 위원을 역임했으며 1988년에는 월간 《주부생활》과 일요신문사가 공동 주관한 오늘의 여성상 시상식에서 받은 상금 200만원을 국제 패럴림픽 위원회에 기부했다. 이 상금은 국제 패럴림픽 위원회가 황연대 성취상(옛 이름 황연대 극복상)을 시상하는 계기가 된다. 1988년부터 1989년까지 대통령 직속 한국장애인복지대책위원회 위원을 역임했고 1991년부터 1993년까지 대한민국 노동부 산하 한국장애인고용촉진공단 이사장을 역임했다.
1991년부터 1998년까지 재단법인 한국장애인복지체육회 이사, 1998년부터 2005년까지 재단법인 한국장애인복지진흥회 부회장을 역임했으며 1991년부터 2005년까지 대한민국 보건복지부 산하 한국중앙장애인복지위원회 위원, 대한민국 민주평화통일자문회의 위원을 역임했다. 2009년에는 대한장애인체육회 고문, 2010년에는 2018년 평창 동계 올림픽 유치위원회 집행위원으로 위촉되었고 2013년 2월에는 2014년 인천 장애인 아시안 게임 조직위원회 고문으로 위촉되었다.

## 상훈
- 1979년 인권옹호 대통령 표창 수여
- 1979년 서울특별시 주관 서울교육상 수여
- 1980년 국민훈장 석류장 수여
- 1981년 국민훈장 동백장 수여
- 1983년 한국로타리 주관 새서울로타리상 수상
- 1985년 5.16재단 주관 5.16 민족상 수상
- 1986년 이화여자대학교 개교 100주년 기념 아펜젤러상 수상
- 1988년 월간 《주부생활》, 일요신문사 공동 주관 오늘의 여성상 수상
- 1992년 《한국일보》, 서울특별시 주관 서울시민대상 수상
- 2005년 국제 패럴림픽 위원회 유공훈장(IPC Order) 수여[7]
- 2005년 대한민국 국회대상 공로상 수상
- 2009년 한국YWCA연합회 주관 제7회 한국여성지도자상 대상 수상[8]